# Bioturbação

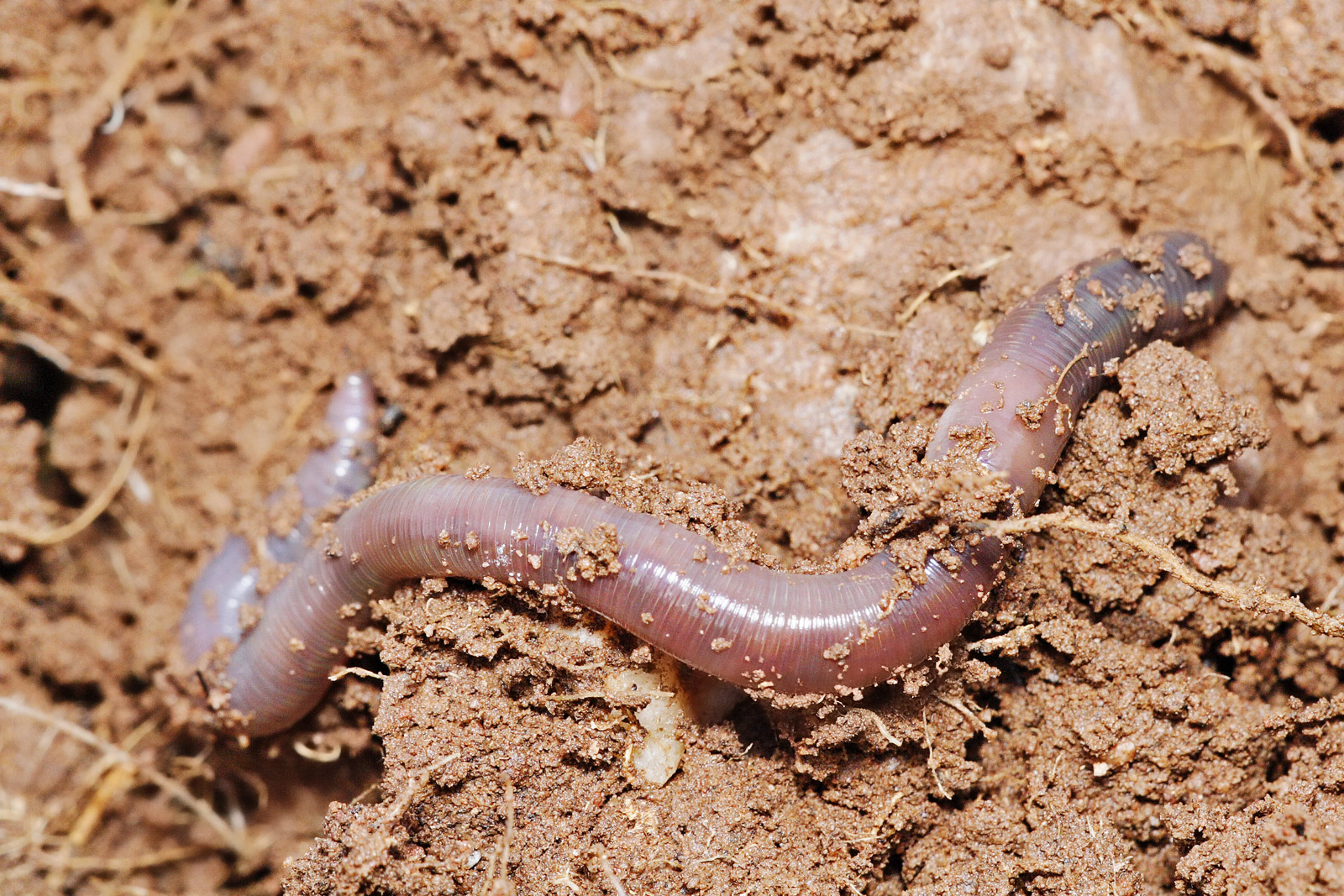
Uma minhoca, um dos principais bioturbadores dos solos.

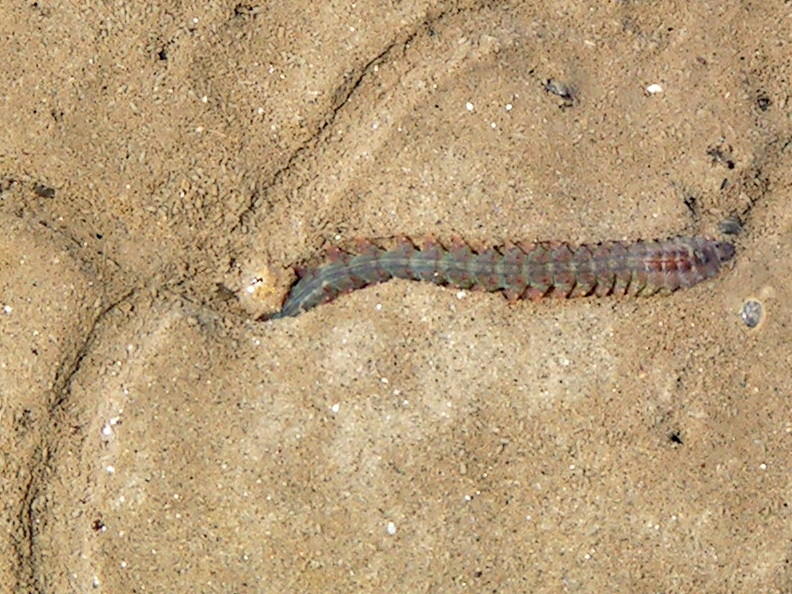
A poliqueta Hediste diversicolor, um importante agente de bioturbação em sedimentos marinhos costeiros.

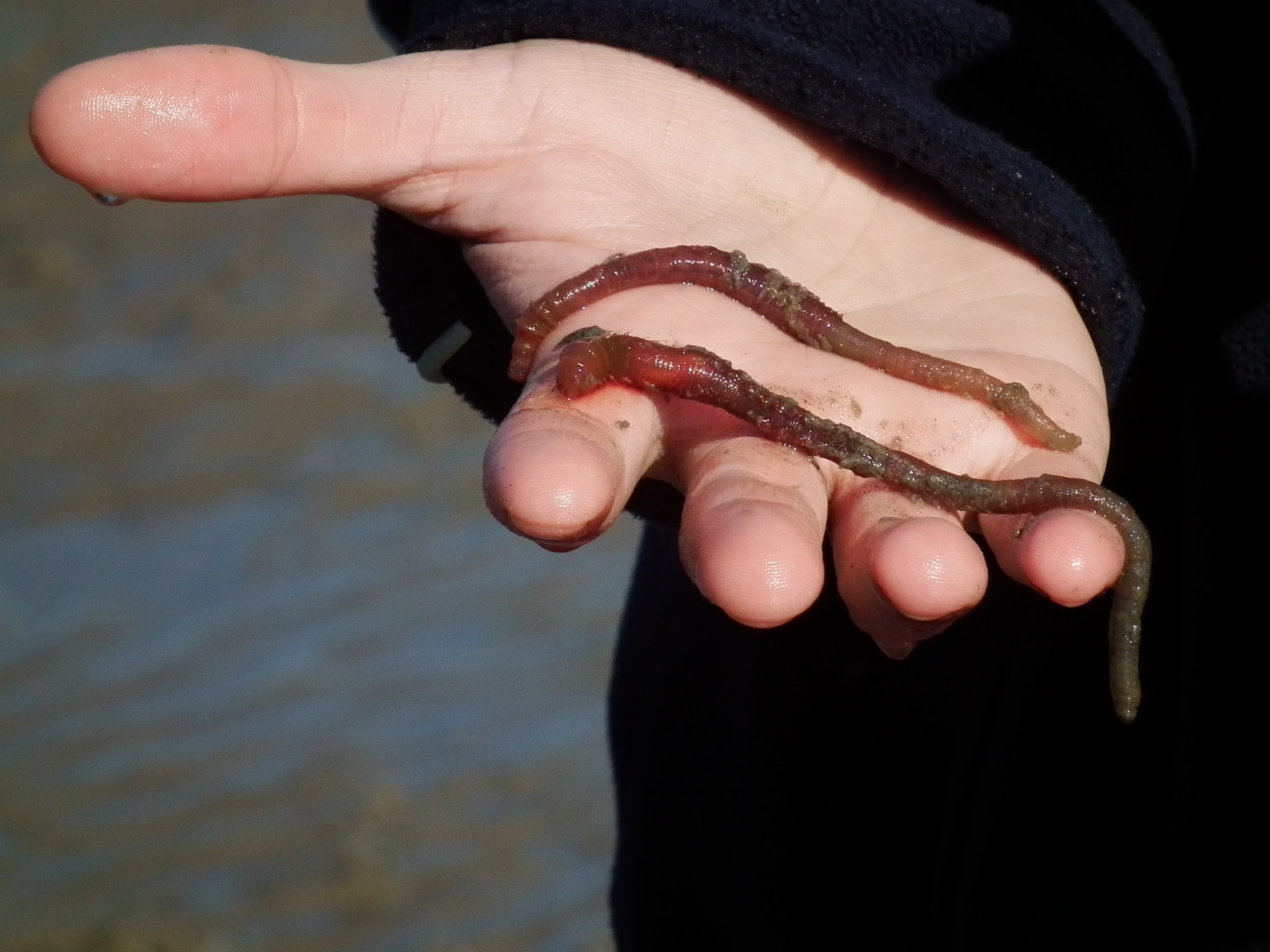
O anelídeo Arenicola marina, um importante agente de bioturbação em sedimentos marinhos.

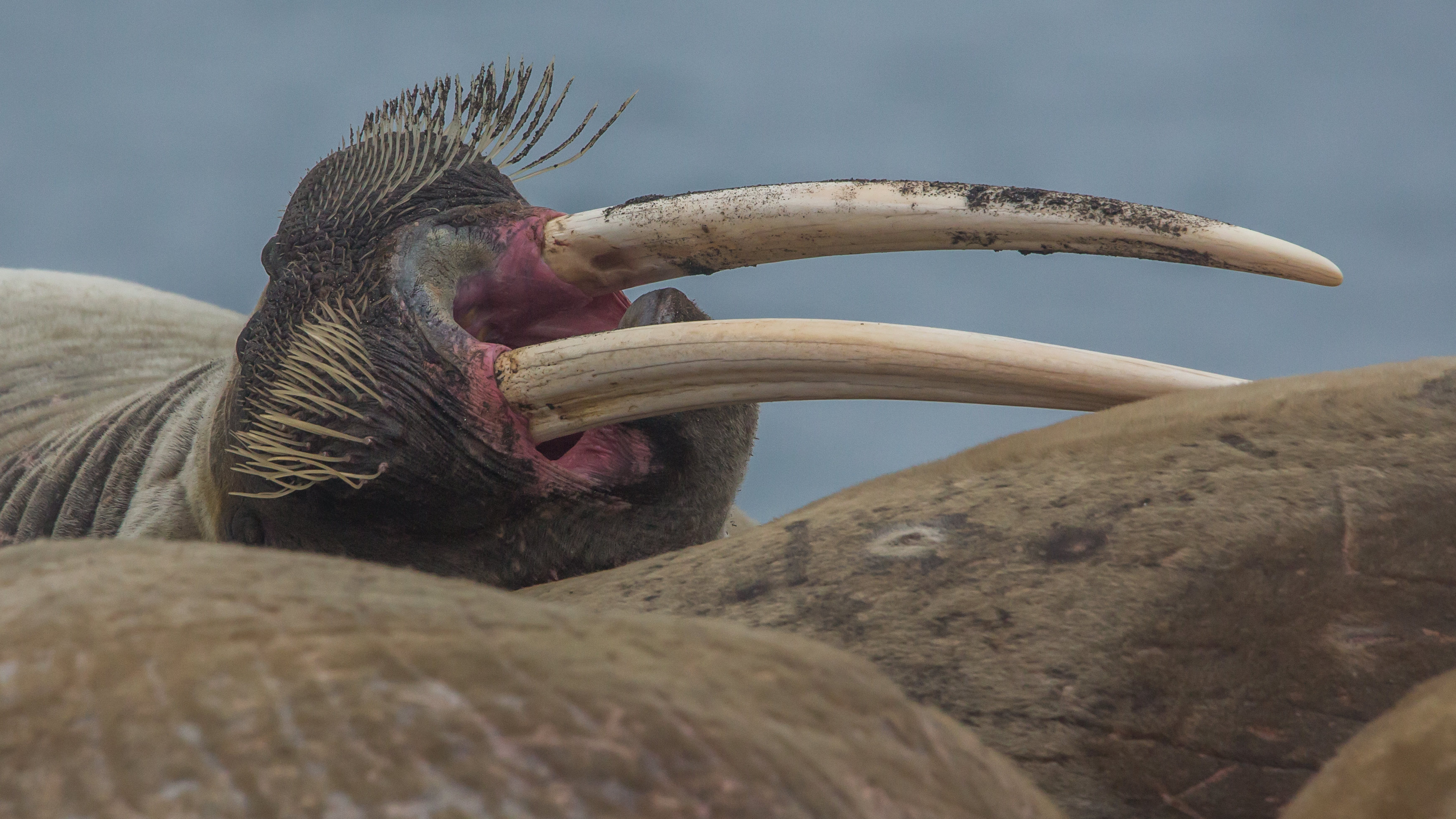
Sedimento na presa esquerda de uma morsa. A bioturbação causada por morsas em sedimentos bentónicos do Ártico tem efeitos ecossistémicos em grande escala.

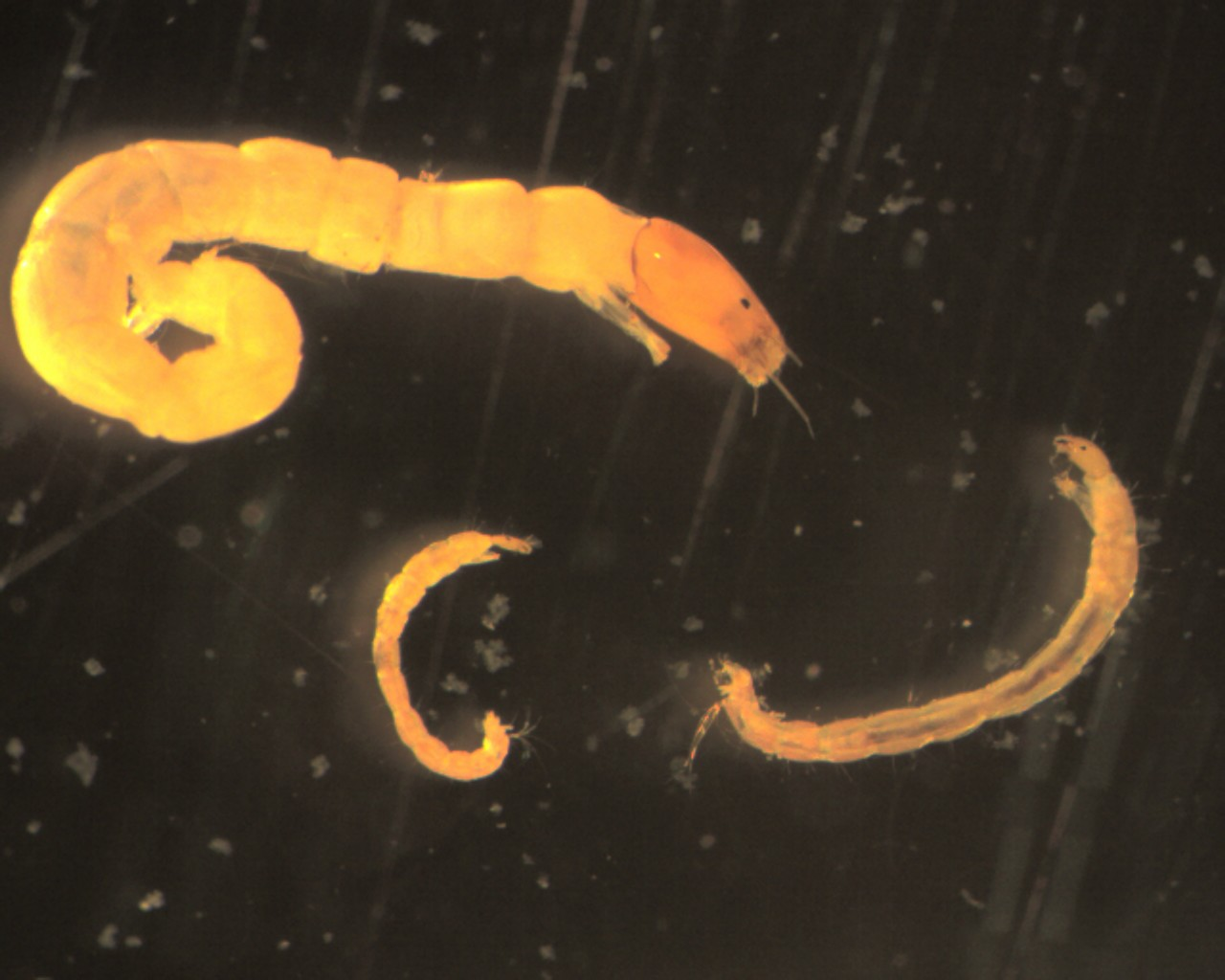
Larvas de um mosquito da família Chironomidae.

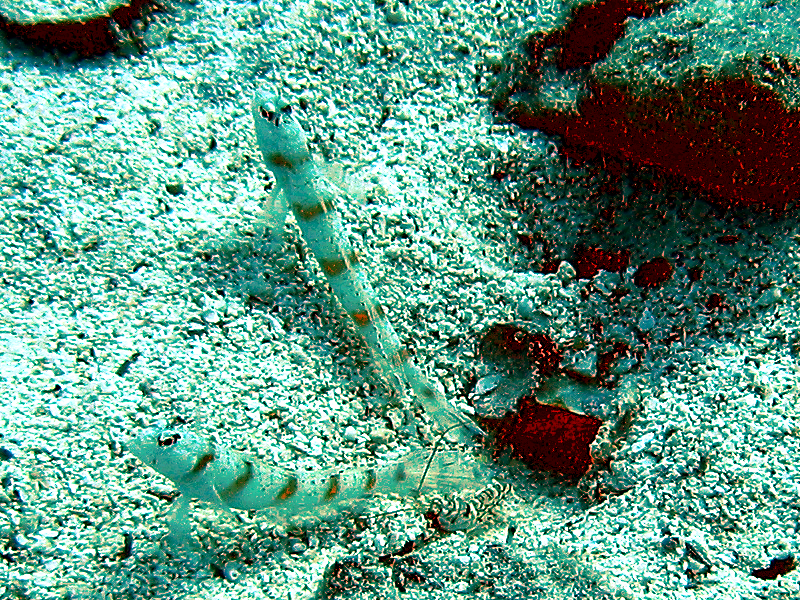
Peixes da família Gobiidae no exterior de uma escavação feita por camarões escavadores.

Bioturbação é definida como a perturbação e o retrabalho dos solos e sedimentos pela atividade de seres vivos, qualquer que seja o agrupamento taxonómico a que pertençam e o seu tamanho. Assim, o conceito inclui, indiferentemente, os efeitos de mistura e movimentação de partículas resultantes de animais ou plantas, incluindo os microorganismos. A bioturbação inclui a escavação, a ingestão e a defecação de grãos de sedimentos e quaisquer outras ações que tenham resultado similar. As atividades de bioturbação têm um efeito profundo sobre o meio ambiente e são consideradas o principal impulsionador da biodiversidade. O estudo formal da bioturbação começou em 1800 por Charles Darwin com experiências conduzidas no seu jardim. A destruição de sedimentos aquáticos e solos terrestres por meio de atividades de bioturbação fornece serviços ecossistémicos significativos que incluem a alteração da biodisponibilidade de nutrientes em sedimentos aquáticos e águas sobrejacentes, abrigo para outras espécies na forma de tocas em ecossistemas terrestres e aquáticos e produção de solo.

## Descrição
Os organismos bioturbadores são considerados os engenheiros do ecossistema porque alteram a disponibilidade de recursos para outras espécies por meio das mudanças físicas que fazem em seus ambientes. Esse tipo de mudança no ecossistema afeta a evolução das espécies que coabitam e o ambiente, que é evidente em traços fósseis (icnofósseis) deixados em sedimentos marinhos e terrestres. Outros efeitos da bioturbação incluem a alteração da textura dos sedimentos (diagénese), bioirrigação e deslocamento de microorganismos e partículas não vivas. A bioturbação às vezes é confundida com o processo de bioirrigação, porém esses processos diferem no que estão misturando; a bioirrigação refere-se à mistura de água e solutos em sedimentos e é um efeito da bioturbação.
As morsas, o salmão e os geomiídeos são exemplos de grandes bioturbadores. Embora as atividades desses grandes bioturbadores da macrofauna sejam mais evidentes, os bioturbadores dominantes são pequenos invertebrados, como minhocas, poliquetas, talassinídeos, camarões-da-vasa e larvas de mosquito. As atividades desses pequenos invertebrados, que incluem escavação e ingestão e defecação de grãos de sedimento, contribuem para a mistura e alteração da estrutura do sedimento.
A importância da bioturbação para os processos do solo e geomorfologia foi percebida pela primeira vez por Charles Darwin, que dedicou o seu último livro científico ao assunto (The Formation of Vegetable Mould through the Action of Worms). Darwin espalhou pó de giz sobre um campo para observar mudanças na profundidade da camada de giz ao longo do tempo. Escavações 30 anos após o depósito inicial de giz revelaram que o giz fora enterrado 18 centímetros abaixo do sedimento, o que indicou uma taxa de soterramento de 6 milímetros por ano. Darwin atribuiu esse soterramento à atividade de minhocas no sedimento e determinou que a mistura resultante era importante na formação do solo.
Em 1891, o geólogo Nathaniel Shaler expandiu o conceito de Darwin para incluir a perturbação das camadas do solo por formigas e árvores. O termo «bioturbação» foi posteriormente cunhado por Rudolf Richter, em 1952, para descrever os efeitos sobre os sedimentos causados por organismos vivos e as estruturas daí resultantes. Desde a década de 1980, o termo «bioturbação» tem sido amplamente utilizado na literatura do solo e da geomorfologia para descrever o retrabalho do solo e sedimentos por plantas e animais.

### Grupos funcionais
Para efeitos de classificação, os bioturbadores podem ser organizados numa variedade de agrupamentos funcionais baseados em características ecológicas ou efeitos biogeoquímicos. Embora a classificação predominante seja baseada na forma como os bioturbadores transportam e interagem com os sedimentos, os vários agrupamentos provavelmente decorrem da relevância de um modo de categorização para um campo de estudo (como a ecologia ou a biogeoquímica de sedimentos) e são uma tentativa de organizar de forma concisa a ampla variedade de organismos bioturbadores em classes que descrevam a sua função. Exemplos de categorizações incluem aquelas baseadas em alimentação e motilidade, alimentação e interações biológicas e modos de motilidade. O conjunto mais comum de agrupamentos é baseado no transporte de sedimentos e é o seguinte:
- Difusores de galeria — criam complexas redes de galerias tubulares no interior das camadas sedimentares superiores e transportam sedimentos através da alimentação, construção de galerias e movimento geral ao longo das estruturas que constroem.[14] Este grupo é dominado pelas poliquetas escavadores, como Hediste diversicolor e Marenzelleria spp.[5][14]
- Biodifusores — transportam partículas de sedimentos aleatoriamente em curtas distâncias à medida que se movem através dos sedimentos. Os principais grupos de organismos incluídos nesta categoria são os bivalves (como as amêijoas) e múltiplas espécies de anfípodes, mas o grupo também pode incluir vertebrados maiores, como peixes de fundo e raias que se alimentam ao longo do fundo do mar.[5][14] Os biodifusores podem ainda ser divididos em dois subgrupos: os biodifusores epifaunais (organismos que vivem nos sedimentos superficiais); e os biodifusores superficiais.[5] Este subagrupamento também pode incluir os difusores de galeria,[5] reduzindo o número de grupos funcionais.
- Transportadores ascendentes — são organismos que vivem orientados de cabeça para baixo nos sedimentos, onde se alimentam em profundidade e transportam sedimentos através de suas entranhas para a superfície do sedimento.[14] Os principais grupos de transportadores ascendentes incluem as poliquetas escavadoras, como o anelídeo Arenicola marina, e diversas espécies de camarões talassinídeos.[15][16]
- Transportadoras descendentes — são espécies que viem orientadas com as cabeças voltadas para a interface sedimento-água, com a defecação a ocorrer em profundidade.[14] A atividade destas espécies resulta no transporte de sedimentos da superfície para as camadas de sedimentos mais profundas à medida que se alimentam.[14] Entre os transportadores descendentes destacam-se as espécies pertencentes à classe Sipuncula, especialmente os membros da família Sipunculidae.[14]
- Regeneradores — são caractrizados pela sua capacidade de libertar sedimentos para a coluna de água sobrejacente, onde são dispersos à medida que cavam.[14] Após abandonarem as escavações feitas, o fluxo de água sobre a superfície do sedimento pode empurrar e derrubar as estruturas criadas pela escavação.[5][14]  Entre as espécies deste grupo incluem-se os caranguejos da subfamília Ocypodinae, especialmente dos géneros Uca e Ocypode.[5]

### Funções ecológicas
A avaliação do papel ecológico dos bioturbadores tem sido em grande parte específica da espécie. No entanto, a capacidade destes organismos transportarem solutos, como oxigénio dissolvido, de aumentar a taxa de decomposição da matéria orgânica, de fomentar a pedogénese e diagénese e de alterar a estrutura de solos e sedimentos, conferem grande importância à sua presença para a sobrevivência e colonização por outras comunidades macrofaunísticas, florísticas e microbianas.
As comunidades microbianas são muito influenciadas pela atividade dos bioturbadores, pois o aumento do transporte de oxidantes com características energeticamente mais favoráveis, como o oxigénio molecular, para o interior dos solos e sedimentos onde a oxigenação é tipicamente reduzida em profundidade altera profundamente os processos metabólicos microbianos que ocorrem ao redor das regiões bioturbadas.
À medida que os bioturbadores escavam e movimentam os materiais, também aumentam a área de superfície dos materiais do solo e dos sedimentos através dos quais solutos oxidados e reduzidos podem ser trocados, aumentando assim o metabolismo geral do solo ou do sedimento.
Este aumento no metabolismo do solo ou sedimento e na atividade microbiana neles presente resulta ainda em maior decomposição da matéria orgânica e absorção de oxigénio. Além dos efeitos da atividade escavadora nas comunidades microbianas, estudos sugerem que a matéria fecal dos bioturbadores fornece uma fonte de alimento altamente nutritiva para micróbios e macrofaunas, aumentando assim a atividade microbiana bentónica ou no interior dos solos. Essa atividade microbiana aumentada pela ação dos bioturbadores pode contribuir para o aumento da libertação de nutrientes para os processos do solo ou para a coluna de água sobrejacente, no caso dos sedimentos subaquáticos.
Nos meios aquáticos, os nutrientes libertados pela decomposição microbiana da matéria orgânica acelerda pela bioturbação, principalmente os nutrientes limitantes, como a amónia e os fosfatos, podem ter efeitos da base para o topo da cadeia trófica nos ecossistemas e resultar no aumento do crescimento do fitoplâncton e do bacterioplâncton.
As perfurações e outras escavações feitas no solo e nos sedimentos oferecem proteção contra a predação e reduzem o efeito das condições ambientais adversas. Por exemplo, as térmitas da espécie Macrotermes bellicosus escavam e criam termiteiras elevadas acima do solo que possuem um sistema complexo de ductos de ar e dispositivos de aumento da evaporação que criam um microclima adequado mesmo que num ambiente físico desfavorável.
Muitas espécies são atraídas para os abrigos escavados pelos bioturbadores por causa de suas capacidades de proteção. O uso compartilhado de abrigos permitiu a co-evolução de relações simbióticas entre os bioturbadores e as muitas espécies que com eles compartilham os espaços. Esse aumento das relações simboóticas é um poderoso fector de aumento da biodiversidade, especialmente em ambientes pouco favoráveis à instalação de espécies animais. Por exemplo, pequenos peixes da família Gobiidae, poliquetas do grupo dos vermes-escama (Polynoidae) e múltiplas espécies de caranguejos vivem nas tocas escavadas por vermes-estalajadeiros da família Urechidae, especialmente da espécie Urechis unicinctus.
As interações sociais fornecem evidências de co-evolução entre hospedeiros e os simbiontes com os quais compartilham os abrigos. Este tipo de relação é exemplificado pelas associações entre camarões escavadores e peixes gobídeos. As escavações feitas pelos camarões fornecem abrigo para os gobídeos e por sua vez os gobídeos servem como batedores na entrada da toca, sinalizando a presença de potencial perigo. Em contraste, o góbio-cego da espécie Typhlogobius californiensis vive na parte profunda das tocas de camarões escavadores do género Callianassa onde não há muita luz. O góbio-cego é um exemplo de uma espécie que é comensal obrigatório, o que significa que a sua existência depende do bioturbador hospedeiro e da sua toca. Embora os góbios-cegos recém-eclodidos tenham olhos totalmente desenvolvidos, os olhos tornam-se retraídos e recobertos por pele à medida que se desenvolvem. Esta perda de olhos funcionais é considerada uma evidência de evolução morfológica dos comensais porque a falta de luz nas tocas onde habitam os góbios-cegos terá induzido a perda evolutiva de olhos funcionais.
Os bioturbadores também podem inibir a presença de outros organismos bentónicos por sufocamento, exposição de outros organismos a predadores ou competição por recursos. Embora as escavações feitas pelos camarões talassinídeos possam fornecer abrigo para alguns organismos e cultivar relações interespécies dentro de tocas, estes crustáceos também demonstraram ter fortes efeitos negativos sobre outras espécies, especialmente sobre os bivalves e os gastrópodes herbívoros, porque os talassinídeos sufocam aqueles organismos quando ressuspendem os sedimentos. Os talassinídeos também demonstraram excluir do ecossistema ou inibir o crescimento de poliquetas, cumáceos e anfípodes. Esse efeito inibidor tornou-se um problema sério no noroeste dos Estados Unidos, onde os camarões talassinídeos são considerados pragas para as operações de aquacultura de bivalves.
A presença de bioturbadores pode ter efeitos negativos e positivos no recrutamento de larvas de co-específicos (da mesma espécie) e de outras espécies, da mesma forma que a ressuspensão de sedimentos e a alteração de fluxo na interface sedimento-água pode afetar a capacidade das larvas de escavar e permanecer nos sedimentos. Este efeito é em grande parte restrito à espécie, pois as diferenças entre as espécies nos modos de ressuspensão e escavação têm efeitos variáveis na dinâmica dos fluidos na interface sedimento-água.
Os bioturbadores detritívoros que se alimentam na superfície dos sedimentos também podem dificultar o recrutamento consumindo larvas recentemente estabelecidas na superfície dos fundos.

## Efeitos biogeoquímicos
Desde o seu aparecimento no registo fóssil, cerca de 539 milhões de anos atrás, a bioturbação tem sido responsável por mudanças na química oceânica, principalmente por meio da aceleração dos processos de ciclagem de nutrientes. Desde então, os bioturbadores desempenharam e continuam a desempenhar um papel importante no transporte de nutrientes através dos sedimentos.

### Efeitos sobre o enxofre e o fósforo
Por exemplo, supõe-se que os animais bioturbadores tenham afetado o ciclo do enxofre nos primeiros oceanos. De acordo com esta hipótese, as atividades de bioturbação tiveram um grande efeito na concentração de sulfato no oceano. Ao redor do limite Câmbrico-Pré-Câmbrico (539 milhões de anos atrás), os animais começaram a mobilizar enxofre reduzido dos sedimentos oceânicos para a água sobrejacente, causando a oxidação do sulfeto, o que aumentou a concentração de sulfatos no oceano. Durante os grandes eventos de extinção em massa, a concentração de sulfato no oceano foi reduzida. Embora isso seja difícil de medir diretamente, as composições de isótopos de enxofre na água do mar durante esses tempos indicam que os bioturbadores influenciaram o ciclo do enxofre na Terra primitiva.
Os bioturbadores também alteraram o ciclo do fósforo em escalas geológicas. Os bioturbadores misturam fósforo orgânico particulado prontamente disponível (P) mais profundamente nas camadas de sedimentos oceânicos, o que evita a precipitação do fósforo por mineralização, aumentando o sequestro de fósforo acima das taxas químicas normais. O sequestro de fósforo limita as concentrações de oxigénio, diminuindo a produção primária à escala do tempo geológico. Por sua vez, a diminuição na produção primária resulta numa diminuição geral nos níveis de oxigénio, tendo sido proposto que o aumento da bioturbação corresponde a uma diminuição nos níveis de oxigénio no correspoendente período.
Contudo, este efeito tem uma retroação negativa, pois o sequestro de fósforo nos sedimentos, e subsequentemente reduzindo as concentrações de oxigénio no ambiente, limita a intensidade da bioturbação nestes ambientes.

### Contaminantes orgânicos
A bioturbação pode aumentar ou reduzir o fluxo de contaminantes do sedimento para a coluna de água, dependendo do mecanismo de transporte do sedimento e do tipo de organismo bioturbador.
Em sedimentos poluídos com materiais persistentes, a bioturbação pode misturar a camada superficial e causar a libertação de contaminantes sequestrados no sedimento para a coluna de água. Nessas circunstâncias, são as espécies que se comportem como «transportadores ascendentes» no processo de bioturbação, como os vermes do grupo das poliquetas, aqueles que maior impacte terão, pois são eficientes em mover partículas contaminadas para a superfície.
Espécies animais invasoras podem remobilizar contaminantes anteriormente considerados enterrados a profundidade segura. No Mar Báltico, uma poliqueta invasora do género Marenzelleria, que pode escavar até 35-50 centímetros de profundidade, o que é mais profundo do que o atingido pelos animais nativos, tem vindo a facilitar a libertação para acoluna de água de contaminantes previamente sequestrados.
No entanto, animais bioturbadores que vivem no interior do sedimento (a infauna) também podem reduzir o fluxo de contaminantes para a coluna de água enterrando contaminantes orgânicos hidrofóbicos no sedimento. O enterramento de partículas não contaminadas por organismos bioturbadores fornece superfícies mais absorventes para sequestrar poluentes químicos que esteja, presentes nos sedimentos.

## Evolução e paleontologia
O início da bioturbação teve um efeito profundo no ambiente e na evolução de outros organismos. Acredita-se que a bioturbação tenha sido um importante co-factor da Explosão Câmbrica, durante o qual a maioria dos principais filos animais entrou no registo fóssil num curto período de tempo.
A predação surgiu durante esse período e promoveu o desenvolvimento de esqueletos duros, por exemplo, cerdas, espinhos e conchas, como forma de proteção blindada. Supõe-se que a bioturbação resultou da formação dessa tipologia de esqueletos. Essas novas partes duras permitiram que os animais cavassem no sedimento para buscar abrigo dos predadores, o que criou um incentivo para os predadores procurarem presas no sedimento (consulte Corrida armamentista evolutiva). Espécies escavadoras alimentavam-se de matéria orgânica enterrada no sedimento, o que resultou na evolução da alimentação de depósito (consumo de matéria orgânica retida no sedimento).

### Evolução
Antes do desenvolvimento da bioturbação, os tapetes microbianos platiformes eram as estruturas biológicas dominantes do fundo do oceano e conduziam grande parte das funções do ecossistema marinho e dos ciclos dos nutrientes. Com o aumento da bioturbação, os animais escavadores perturbaram o sistema de tapetes microbianos e criaram uma camada de sedimentos mistos com maior diversidade biológica e química. Acredita-se que essa maior diversidade biológica e química tenha levado à evolução e diversificação das espécies residentes no fundo do mar.
Existe uma hipótese alternativa, menos consensual, para a origem da bioturbação. O icnofóssil Nenoxites é considerado o registo mais antigo de bioturbação, anterior ao período Câmbrico. O fóssil é datado de há 555 milhões de anos atrás, o que o coloca no período Ediacarano. O fóssil indica uma profundidade de 5 centímetros de bioturbação em sedimentos lamacentos por um verme escavador. Isso é consistente com o comportamento de busca por comida, pois tende a haver mais recursos alimentares na lama do que na coluna de água. No entanto, esta hipótese requer datação geológica mais precisa para descartar uma origem no Baixo Câmbrico inicial para este espécime.
A evolução das árvores durante o Período Devoniano intensificou a meteorização do solo e aumentou a expansão do solo devido à bioturbação pelas raízes das árvores. A penetração e o desenraizamento das raízes também aumentaram o armazenamento de carbono no solo, permitindo o aumento da pedogénese devido à meteorização da componente mineral e ao soterramento da matéria orgânica.

### Registo fóssil

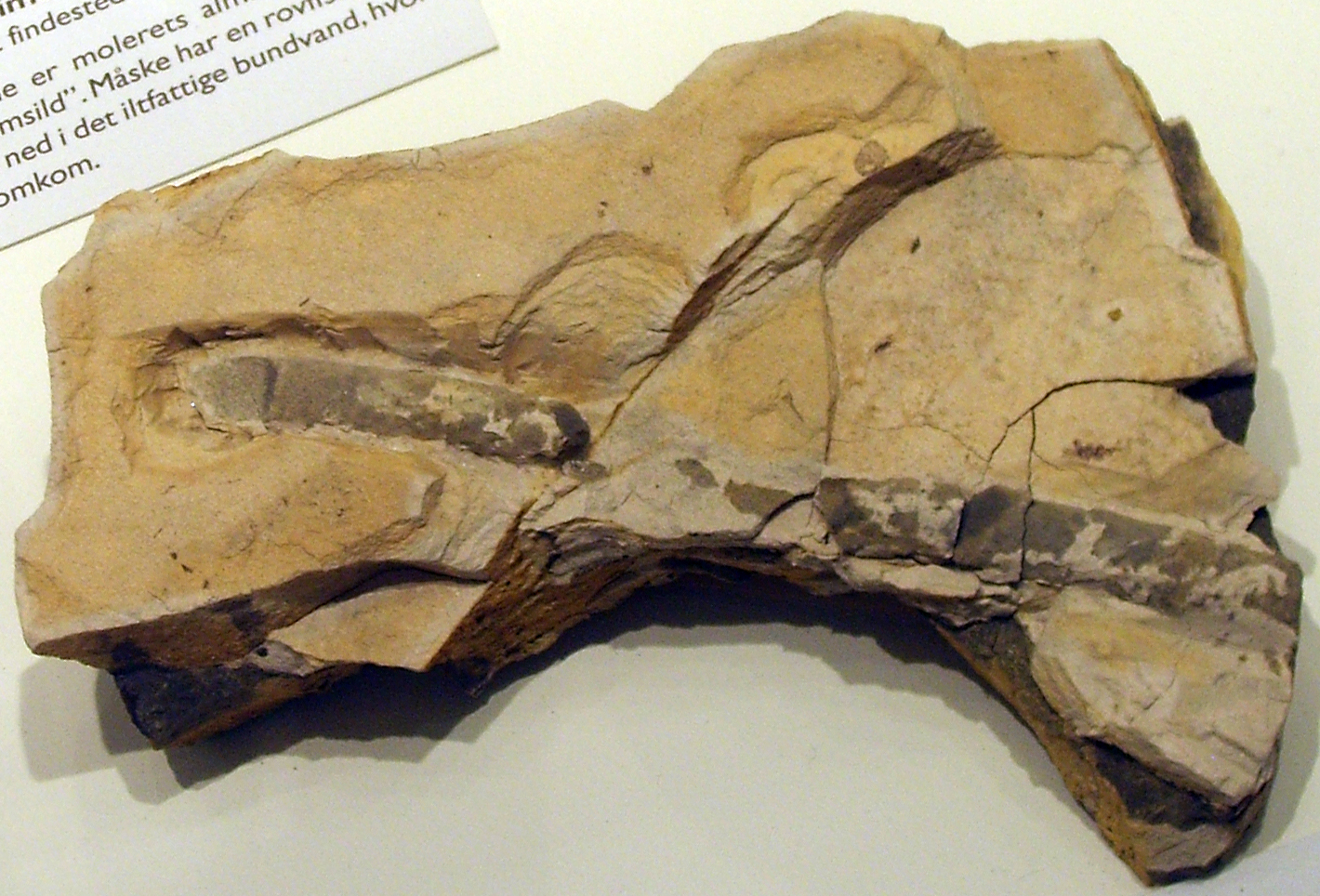
Planolites, um género de icnofóssil formado a partir tocas não revestidas escavadas no sedimento e preenchidas com material com características texturais diferentes das da rocha hospedeira.

Padrões ou traços de bioturbação são preservados nas rochas sedimentares devido a processos de litificação. O estudo de tais padrões é designado por icnologia, ou o estudo de "vestígios fósseis", que, no caso dos bioturbadores, são traços fósseis deixados pela atividade de animais escavadores. Esses traços podem ser comparados à pegada que seria deixada por esses animais. Em alguns casos, a bioturbação é tão difundida que oblitera completamente as estruturas sedimentares, como a formação de camadas laminadas ou de estratificação cruzada. Assim, afeta as disciplinas de sedimentologia e estratigrafia dentro da geologia. O estudo dos icnofósseis deixados pelos bioturbadores usa a profundidade dos fósseis, o corte transversal dos fósseis e a nitidez (ou quão bem definido) do traço fóssil para avaliar a atividade ocorrida em sedimentos antigos. Normalmente, quanto mais profundo o fóssil, mais bem preservado e bem definido é o espécime.
Importantes traços fósseis da bioturbação foram encontrados em sedimentos marinhos, desde sedimentos de maré, a sedimentos costeiros e do mar profundo. Além disso, os sedimentos de dunas de areia, ou depósitos eólicos, são importantes para a preservação de uma grande variedade de fósseis. Evidências de bioturbação foram encontradas em amostras de sedimentos do fundo do mar, inclusive em registos longos, embora o ato de extrair o carote possa perturbar os sinais de bioturbação, especialmente em profundidades mais baixas.
Os artrópodes, em particular, são importantes para o registo geológico da bioturbação dos sedimentos eólicos. Registos em dunas mostram vestígios de animais escavadores desde o Mesozóico inferior (250 milhões de anos atrás), embora a bioturbação em outros sedimentos já tenha sido observada em sedimentos com 550 Ma.